# Enargia corticea
Enargia corticea är en fjärilsart som beskrevs av Eugen Johann Christoph Esper 1789. Enargia corticea ingår i släktet Enargia och familjen nattflyn. Inga underarter finns listade i Catalogue of Life.